# Christina Harland
 Christina Harland (* 6. Dezember 1969) ist eine deutsche Fernsehjournalistin. 

## Leben
Christina Harland besuchte das Hölty-Gymnasium in Wunstorf und studierte nach ihrem Abitur Anglistik, Politik und Betriebswirtschaft in Hannover und in Bristol. Daneben arbeitete sie bei Zeitung und Radio. Anschließend erlernte sie beim NDR als Volontärin das journalistische Handwerk. Seitdem ist sie beim NDR Fernsehen in Hannover als Redakteurin für Hallo Niedersachsen beschäftigt.
Christina Harland hat 2020 den Bremer Fernsehpreis in der Kategorie "Die beste Recherche" gewonnen.